# Walpersdorf (Rednitzhembach)
Walpersdorf (fränkisch: Wolbeaschdoaf) ist ein Gemeindeteil der Gemeinde Rednitzhembach im Landkreis Roth (Mittelfranken, Bayern). Die Gemarkung Walpersdorf hat eine Fläche von 7,046 km². Sie ist in 2654 Flurstücke aufgeteilt, die eine durchschnittliche Fläche von 2654,70 m² haben. In ihr liegen neben dem namensgebenden Ort die Gemeindeteile Igelsdorf, Untermainbach und Weihersmühle.

## Geografische Lage
Das Dorf liegt am Mainbach und bildet mit Untermainbach im Osten eine geschlossene Siedlung. Im Ort mündet aus dem unmittelbar südwestlich gelegenen Waldgebiet Brunnleite der Otterbach als rechter Zufluss in den Mainbach. Eine Gemeindeverbindungsstraße führt nach Weihersmühle (0,6 km nordwestlich) bzw. nach Untermainbach (1,1 km östlich), eine weitere führt nach Igelsdorf (1,2 km nördlich).

## Geschichte
1254 wurde ein „Cunradus de Walprehtsdorf“ urkundlich erwähnt. Dies ist zugleich die erste schriftliche Erwähnung des Ortes. Das Bestimmungswort des Ortsnamens ist Walbert bzw. Walbreht, der Personenname des Siedlungsgründers.
Gegen Ende des 18. Jahrhunderts gab es in Walpersdorf 8 Anwesen und 1 Gemeindehirtenhaus. Das Hochgericht übte das brandenburg-ansbachische Oberamt Schwabach aus. Die Dorf- und Gemeindeherrschaft hatte das Kastenamt Schwabach. Grundherren waren das Kanzleiamt Ansbach (1 Ganzhof), das Kastenamt Schwabach (3 Ganzhöfe, 1 Köblergut; mittelbar Kirche Schwand: 1 Ganzhof), das Landesalmosenamt Nürnberg (1 Halbhof) und der Nürnberger Eigenherr von Muffel (1 Halbhof).
Von 1797 bis 1808 unterstand Walpersdorf dem Justiz- und Kammeramt Schwabach. 1806 kam der Ort an das Königreich Bayern. Mit dem Gemeindeedikt wurde Walpersdorf dem 1808 gebildeten Steuerdistrikt Rednitzhembach zugeordnet. 1818 entstand die Ruralgemeinde Walpersdorf mit den Orten Igelsdorf, Untermainbach und Weihersmühle. Sie war in Verwaltung und Gerichtsbarkeit dem Landgericht Schwabach zugeordnet und in der Finanzverwaltung dem Rentamt Schwabach (1919 in Finanzamt Schwabach umbenannt). Ab 1862 gehörte Walpersdorf zum Bezirksamt Schwabach (1939 in Landkreis Schwabach umbenannt). Die Gerichtsbarkeit blieb beim Landgericht Schwabach (1879 in Amtsgericht Schwabach umbenannt). Die Gemeinde hatte 1964 eine Gebietsfläche von 7,303 km².
Am 1. Januar 1972 wurde Walpersdorf im Zuge der Gebietsreform in Bayern nach Rednitzhembach eingemeindet. Bereits am 1. Oktober 1970 wurde ein Teil von Igelsdorf nach Schwabach eingegliedert.

### Baudenkmäler
In Walpersdorf gibt es drei Baudenkmäler:
- Walpersdorfer Str. 94: Dazugehörige Scheune
- Walpersdorfer Str. 94: Dazugehörige Scheune
- Walpersdorfer Str. 94: Bauernhaus

### Einwohnerentwicklung
Gemeinde Walpersdorf
| Jahr      | 1818   | 1840   | 1852   | 1855   | 1861   | 1867   | 1871   | 1875   | 1880   | 1885   | 1890   | 1895   | 1900   | 1905   | 1910   | 1919   | 1925   | 1933   | 1939   | 1946   | 1950   | 1952   | 1961   | 1970   |
| Einwohner | 249    | 274    | 314    | 317    | 309    | 297    | 296    | 280    | 295    | 286    | 299    | 302    | 299    | 293    | 292    | 312    | 289    | 375    | 399    | 588    | 603    | 585    | 685    | 1203   |
| Häuser    | 39     | 49     |        |        |        |        | 59     |        |        | 56     | 59     |        | 60     |        |        |        | 56     |        |        |        | 86     |        | 132    |        |
| Quelle    | [ 17 ] | [ 18 ] | [ 19 ] | [ 19 ] | [ 20 ] | [ 21 ] | [ 22 ] | [ 23 ] | [ 24 ] | [ 25 ] | [ 26 ] | [ 19 ] | [ 27 ] | [ 19 ] | [ 28 ] | [ 19 ] | [ 29 ] | [ 19 ] | [ 19 ] | [ 19 ] | [ 30 ] | [ 19 ] | [ 12 ] | [ 31 ] |

Ort Walpersdorf
| Jahr      | 001818 | 001840 | 001861 | 001871 | 001885 | 001900 | 001925 | 001950 | 001961 | 001970 | 001987 |
| Einwohner | 75     | 79     | *103   | 108    | 93     | 94     | 84     | 117    | 84     | 77     | 56     |
| Häuser    | 11     | 15     |        |        | 16     | 18     | 17     | 17     | 19     |        | 16     |
| Quelle    | [ 17 ] | [ 18 ] | [ 20 ] | [ 22 ] | [ 25 ] | [ 27 ] | [ 29 ] | [ 30 ] | [ 12 ] | [ 31 ] | [ 1 ]  |

## Religion
Walpersdorf ist seit der Reformation evangelisch-lutherisch geprägt und bis heute nach St. Willibald (Büchenbach) gepfarrt. Die Katholiken sind nach Heilig Kreuz (Plöckendorf) gepfarrt.